# Hôtel de ville de Tarbes
L'hôtel de ville de Tarbes est un édifice administratif du début du XXe siècle situé à Tarbes, en France.

## Localisation
Elle est située dans le quartier du centre-ville (canton de Tarbes 2) place Jean-Jaurès ou l’on trouve le Monument à Danton entre la rue Brauhauban.

## Histoire
Sous le mandat de Georges Magnoac, il est décidé  par délibération du conseil municipal du 18 octobre 1902, de la construction d’une nouvelle mairie, dont l'idée datait de 1890. 
L'emplacement choisi est la place de la République et le projet bénéficie d’un crédit de 100 000 francs pour l'achat du terrain et de 500 000 francs pour la bâtisse.
Le 30 mars 1903, c’est l'architecte palois Gabarret qui est choisi avec son projet «Gavarnie». 
L'hôtel Castelnau (emplacement de l’ancienne mairie) est détruit en 1907, et la rue André-Fourcade percée à la place de ce dernier.
Le 27 mai 1906 la mairie est inaugurée en présence de Louis Barthou, ministre des Travaux publics, postes et télégraphes.
En 2006, un important programme de réhabilitation est entrepris à la suite du vieillissement du bâtiment qui subit des infiltrations de toutes parts. Les travaux sont réalisés sur la toiture, le campanile, les huisseries par des artisans du patrimoine pour mettre en valeur l’architecture originelle de la mairie.

## Structure
L'entrée des visiteurs se situe au premier étage de la façade sud on y accède par un escalier. Le bureau du maire, de son premier adjoint et du directeur général des services se trouve au premier étage où ont lieu les réunions du conseil municipal, les mariages et les réceptions officielles dans les deux salons d'honneur. Le reste du bâtiment est occupé par les bureaux des élus, des fonctionnaires, du cabinet de la maire et des salles de réunion.

Sélection de vues de la mairie
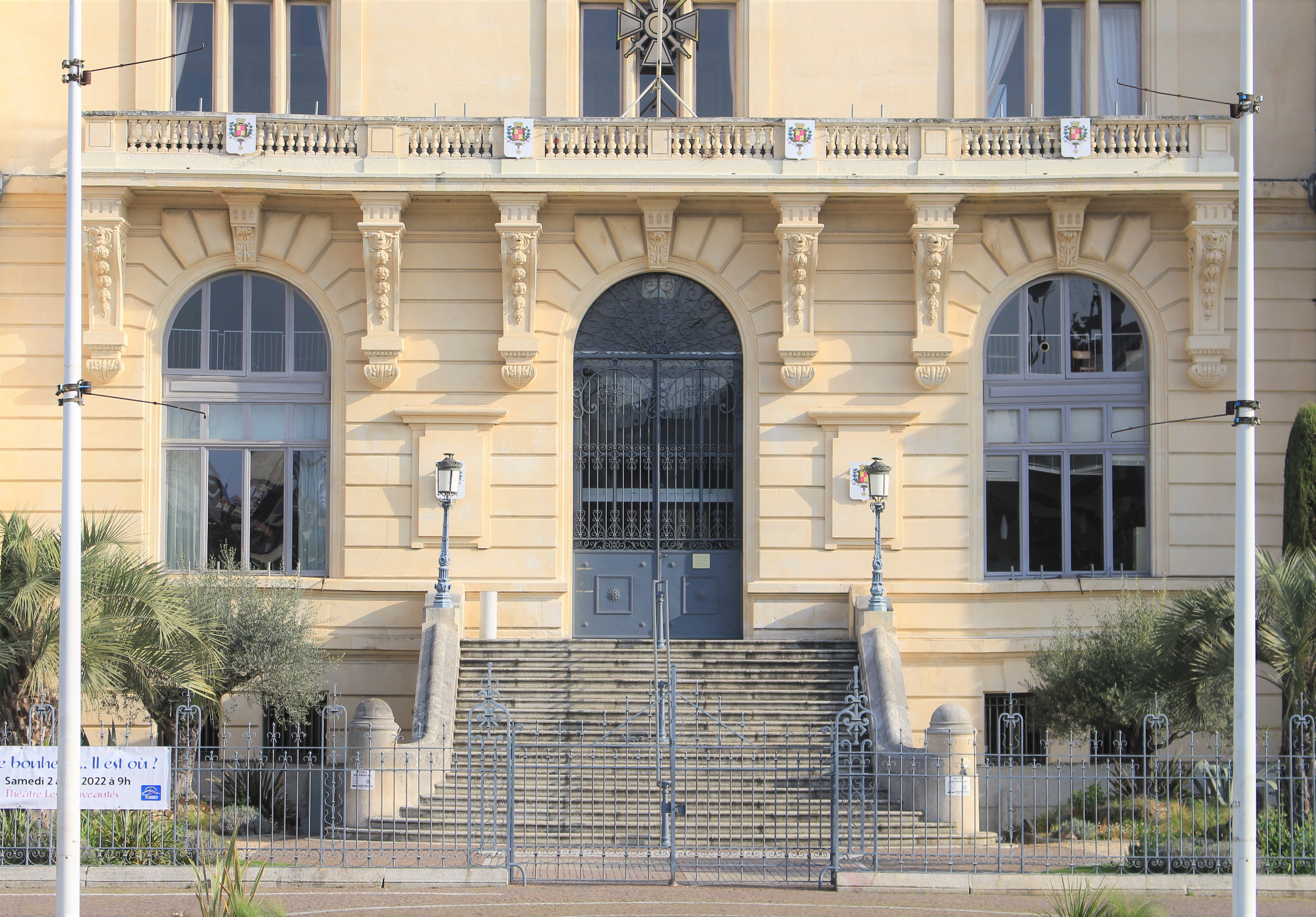
L'escalier.
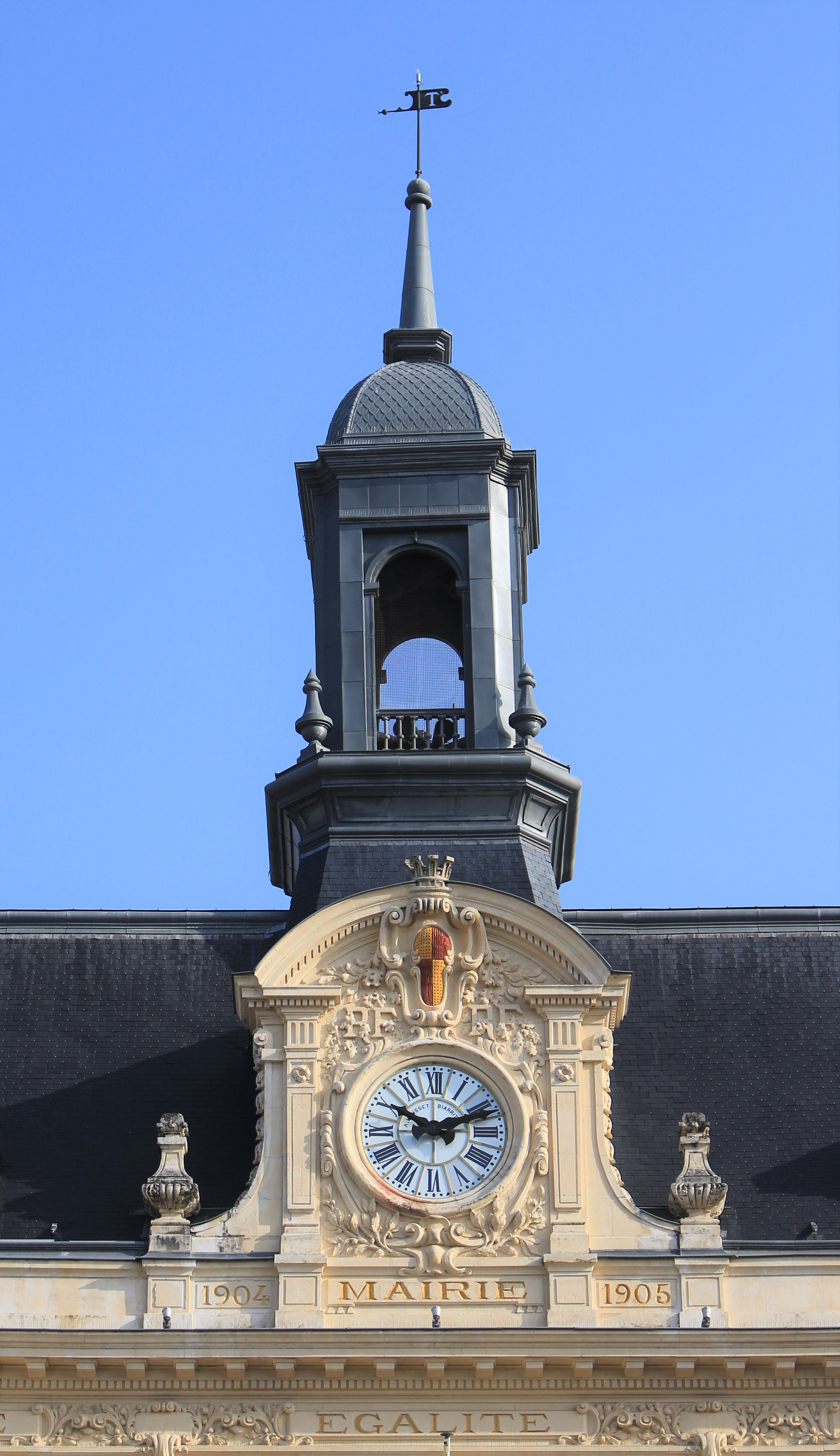
Le campanile.
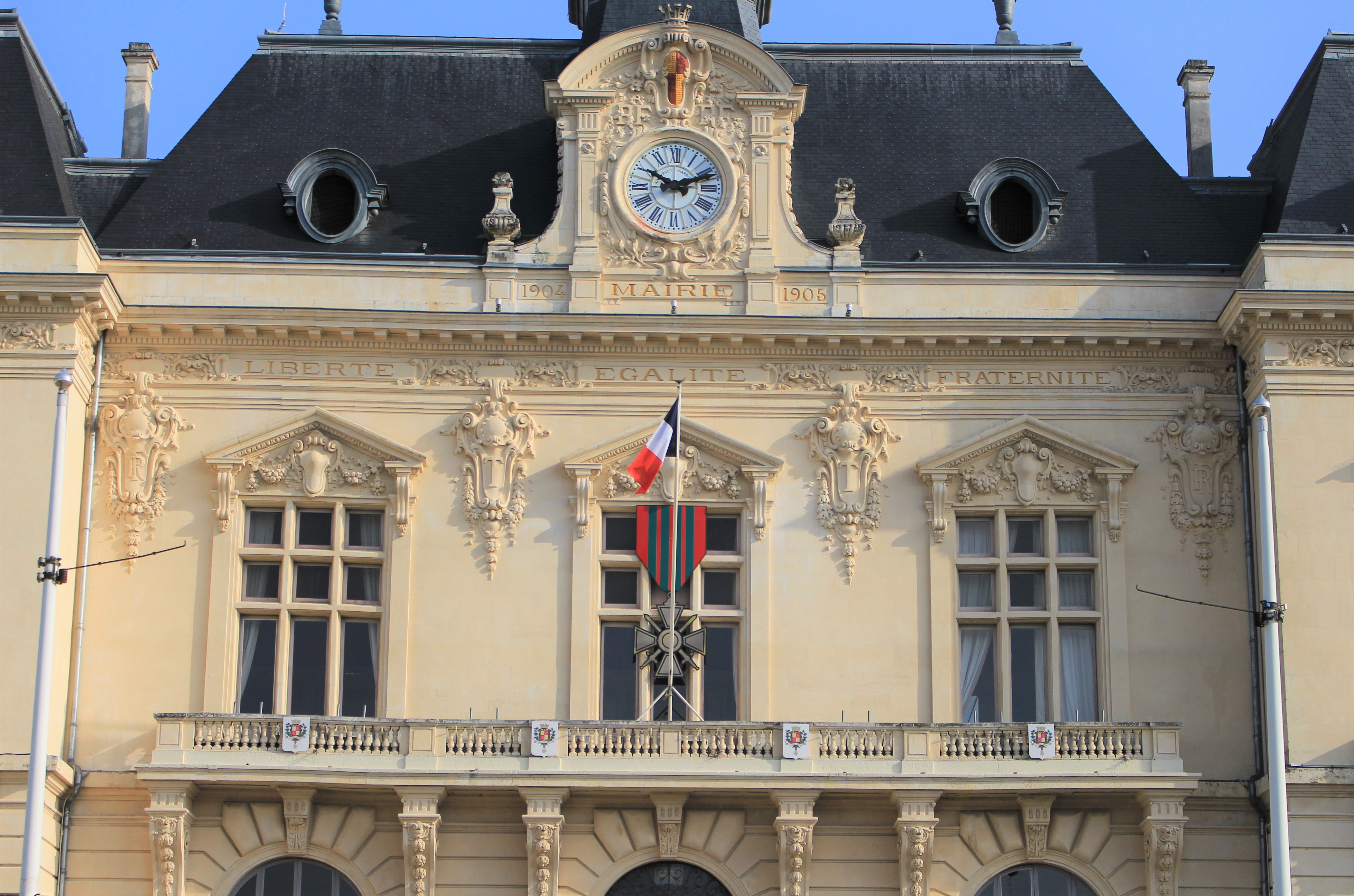
Le balcon.